# Platandria columbica
Platandria columbica är en skalbaggsart som beskrevs av Thomas Casey 1910. Platandria columbica ingår i släktet Platandria och familjen kortvingar. Inga underarter finns listade i Catalogue of Life.